# 키라트인
키라트인(Kirati) 또는 키란트인(Kirant)은 히말라야 동부, 곧 네팔 동부에서 인도 시킴주 및 북부 서벵골주와 부탄 일부 지역에까지 걸쳐 거주하는 중국-티베트계 민족 집단이다. 여러 하위 집단으로 나뉘며 그 중 수가 많은 것은 림부족(Limbu), 라이족(Rai), 순와르족(Sunwar), 약카족(Yakkha)이고 이외에 소수 집단으로 디말족(Dhimal), 탕미족(Thangmi), 하유족(Hayu), 지렐족(Jirel), 수렐족(Surel)이 있다. 중국티베트어족 계통의 키라트어군 언어를 쓰며, 키라트교로 불리는 특유의 애니미즘 민족 신앙을 가지고 있다. 네팔 동부와 시킴 지역에 수천 년 전부터 살아온 원주민족으로 추정된다.

## 같이 보기
- 키라타